# Mycomya cinerascens
Mycomya cinerascens es una especie de mosquito del género Mycomya, familia Mycetophilidae, orden Diptera.

## Distribución
Se distribuye por Europa: Noruega, Reino Unido, Estonia, Finlandia, Suecia, Irlanda, Alemania, Dinamarca, Italia y Eslovaquia.

## Taxonomía
Fue descrita por Macquart en 1826.
Tratamiento taxonómico
La especie aparece registrada y publicada en Insectes diptères du nord de la France. Tipulaires. Rec. Trav. Soc. Amat. Sci. Agric. Arts 1823/1824: 59-224, 4 pls.